# The Rugrats Movie
The Rugrats Movie är en amerikansk tecknad familjefilm från 1998, regisserad av Igor Kovalyov och Norton Virgien. Den producerades av Nickelodeon Movies och distribuerades av Paramount Pictures. Filmen baseras på Nickelodeons tecknade TV-serie Rugrats och utspelas efter seriens femte säsong. Filmen introducerar en ny karaktär som blir en av seriens huvudkaraktärer från och med säsong sex. Filmen är Nickelodeon Movies första tecknade film och den första filmen som baseras på Nickelodeons TV-serier.

## Handling
Didi Pickles är gravid och alla i grannskapet tror att hon kommer föda en flicka. Didis lille son Tommy ser verkligen fram emot att bli storebror, men hans ett par år äldre bortskämda kusin Angelica säger bara att han kommer stötas bort när barnet kommer, vilket han vägrar tro på. Plötsligt är det dags för Didi att föda barnet, och hon föder en pojke som får namnet Dylan.
Under de efterföljande fyra veckorna är Dylan, med smeknamnet Dil, väldigt bortskämd, vilket får Tommy att känna sig oviktig. Tommy och hans vänner Chuckie och tvillingarna Phil och Lil tar Tommys uppfinningsrika pappa Stus hemmagjorda Reptarliknande barnvagn och ger sig ut för att återlämna lille Dil till sjukhuset, men så råkar de hamna mitt ute i skogen.
Det blir en stor skallgång i grannskapet och Angelica ger sig ut för att själv hitta barnen, mest för att få tillbaka sin favoritdocka som barnen råkade få med sig. Barnen måste nu samarbeta mer än någonsin för att ta sig hem igen medan Tommy lär sig att bli en riktig storebror för Dil.

## Rollista
| Figur                          | Engelsk röst        | Svensk röst               |
| ------------------------------ | ------------------- | ------------------------- |
| Thomas "Tommy" Pickles         | Elizabeth Daily     | Annica Smedius            |
| Charles "Chuckie" Finster, Jr. | Christine Cavanaugh | Hasse Jonsson             |
| Angelica Pickles               | Cheryl Chase        | Annica Smedius            |
| Phillip "Phil" DeVille         | Kath Soucie         | Dick Eriksson             |
| Lillian "Lil" DeVille          | Kath Soucie         | Maria Rydberg             |
| Dylan "Dil" Pickles            | Tara Strong         | Pernilla Wahlgren         |
| Stuart "Stu" Pickles           | Jack Riley          | Per Sandborgh             |
| Diane "Didi" Pickles           | Melanie Chartoff    | Susanne Barklund          |
| Andrew "Drew" Pickles          | Michael Bell        | Dick Eriksson             |
| Charlotte Pickles              | Tress MacNeille     | Charlotte Ardai Jennefors |
| Elizabeth "Betty" DeVille      | Kath Soucie         | Vicki Benckert            |
| Howard "Howie" DeVille         | Phil Proctor        | Johan Hedenberg           |
| Charles "Chas" Finster, Sr.    | Michael Bell        | Jan Simonsson             |
| Farfar Louis "Lou" Pickles     | Joe Alaskey         | Johan Hedenberg           |
| Morfar Boris Kropotkin         | Michael Bell        | Hans Wahlgren             |
| Skogvaktare Frank              | David Spade         | Peter Harryson            |
| Skogvaktare Margaret           | Whoopi Goldberg     | Claire Wikholm            |
| Gert Gissel                    | Tim Curry           | Micael Bindefeld          |

## Mottagande
Med sina nästan 141 miljoner dollar i inkomst blev The Rugrats Movie därmed den första tecknade icke-Disneyfilmen som tjänade in mer än 100 miljoner dollar och den blev även därmed den mest inkomstbringande tecknade filmen baserad på ett TV-program fram till The Simpsons: Filmen (2007), som tjänade in 527 miljoner dollar. The Rugrats Movie vann en Nickelodeon Kids' Choice Award i kategorin Favorite Movie.
Filmens succé ledde till att den fick två uppföljare: Rugrats in Paris: The Movie, som hade premiär 2000, och Rugrats i vildmarken, som hade premiär 2003.

## Utmärkelser
| Utmärkelse                      | Kategori       | Mottagare         | Resultat |
| ------------------------------- | -------------- | ----------------- | -------- |
| Nickelodeon Kids' Choice Awards | Favorite Movie | The Rugrats Movie | Vann     |